# Lampe de bureau
Une lampe de bureau est une lampe placée sur un bureau. Elle est soit posée sur le bureau, soit fixée par une pince sur la tranche de la table.

## Lampes design
Beaucoup de designers se sont attachés à réaliser des lampes de bureau, tels :
- La lampe Kamden crée par Marianne Brandt en 1928
- La lampe Anglepoise créée par l'ingénieur automobile et industriel britannique George Carwardine en 1933.
- La lampe Tizio créée par le designer Richard Sapper en 1972 chez Artemide.
- La lampe Abele créée par Gianfranco Frattini (en).

A contrario, la quête d'une lampe fonctionnelle a conduit un ingénieur français à développer un modèle de son invention, au travers des modèles Jieldé qui, d'un usage industriel de base, connaissent au XXIe siècle un engouement pour la décoration intérieure domestique.
Les lampes de bureau sont une application privilégiée des diodes électroluminescentes, ce qui contribue à alléger encore leur design.

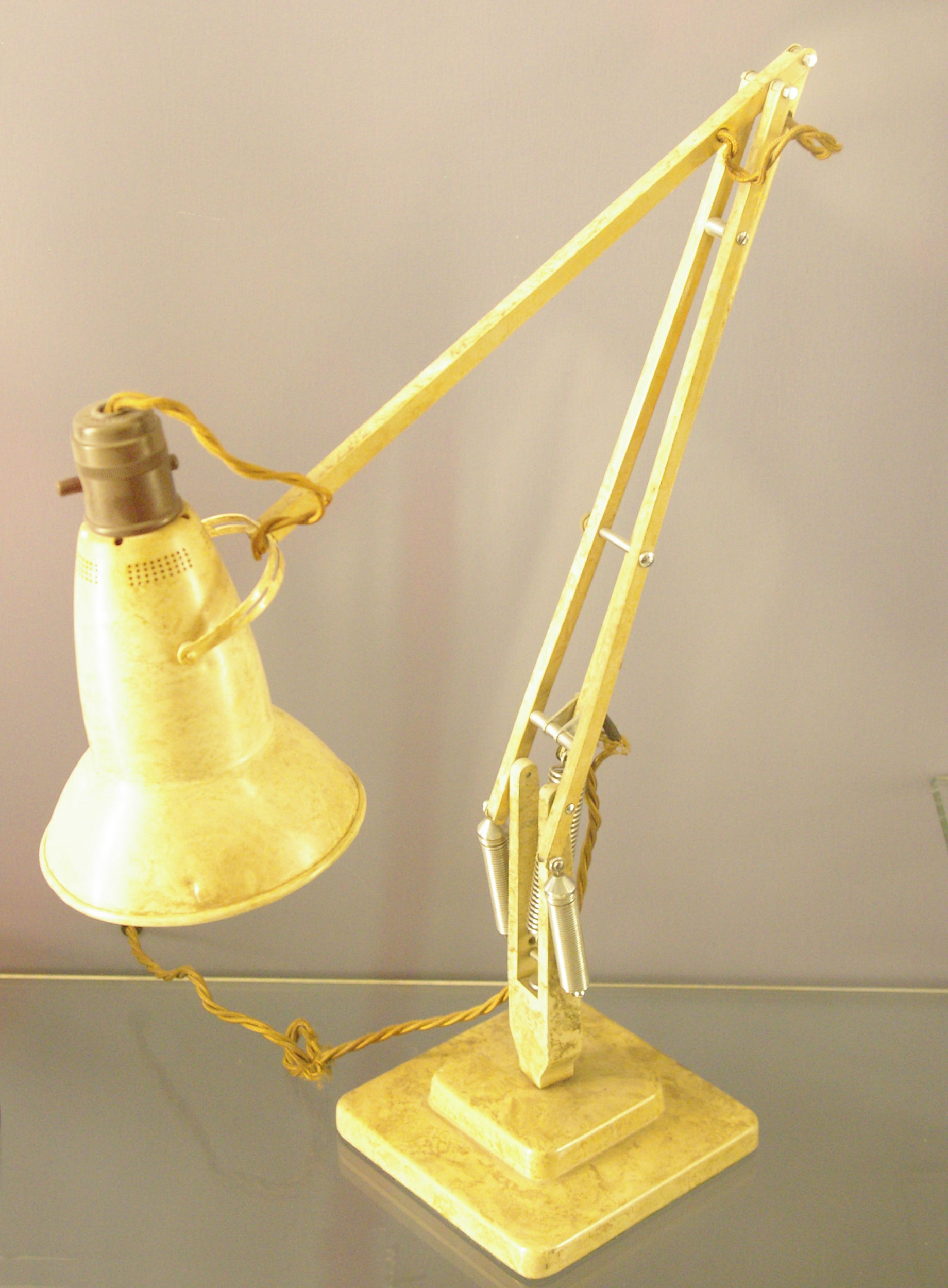
Lampe Anglepoise modèle 1227, ca. 1935
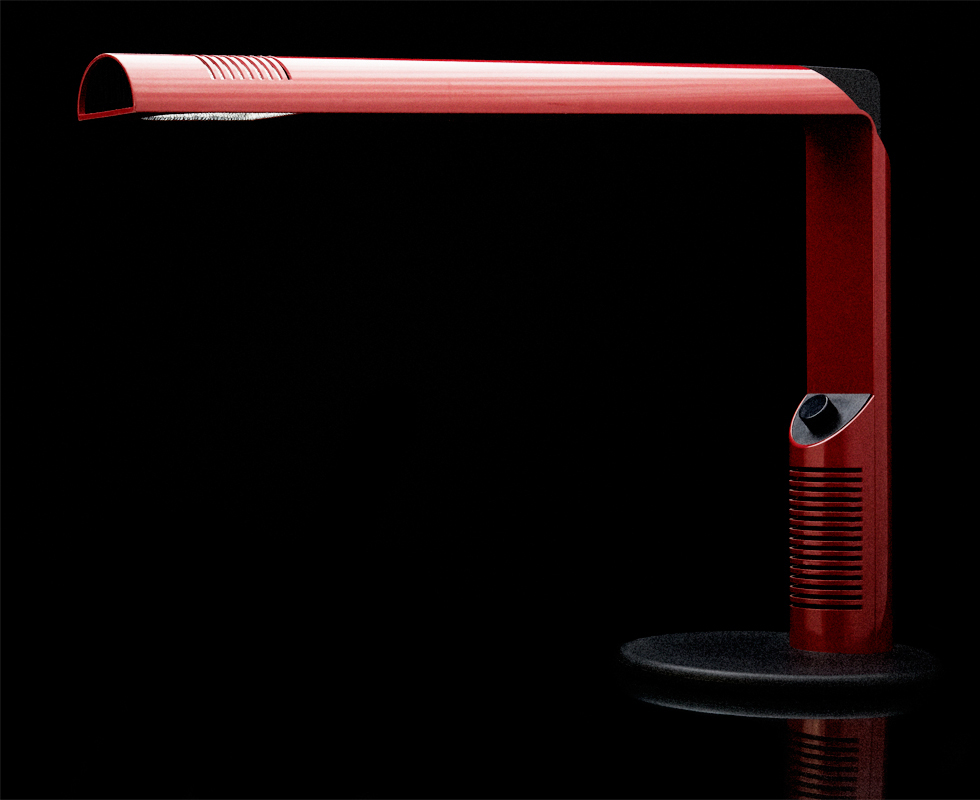
Lampe Abele
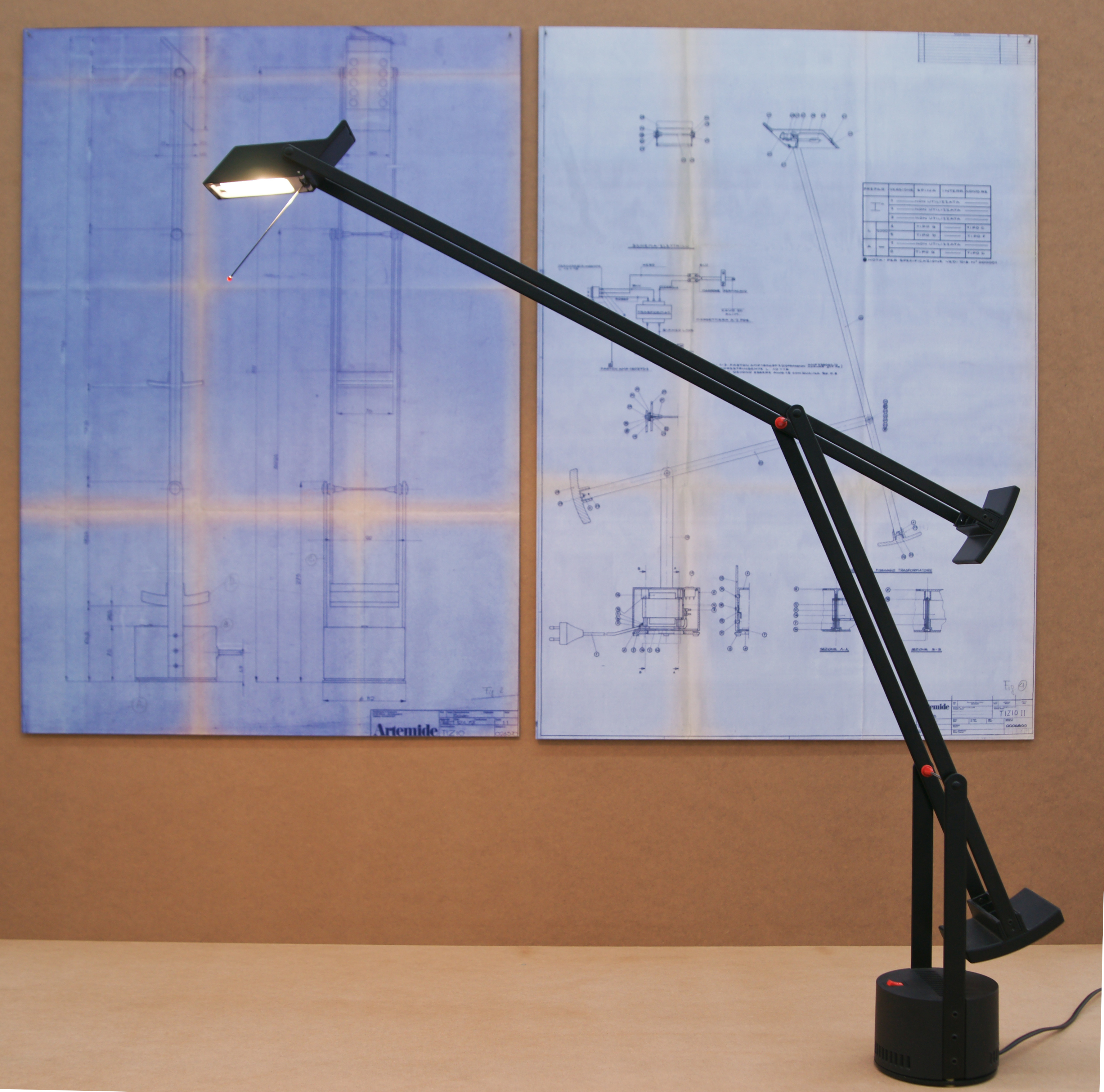
Lampe Tizio
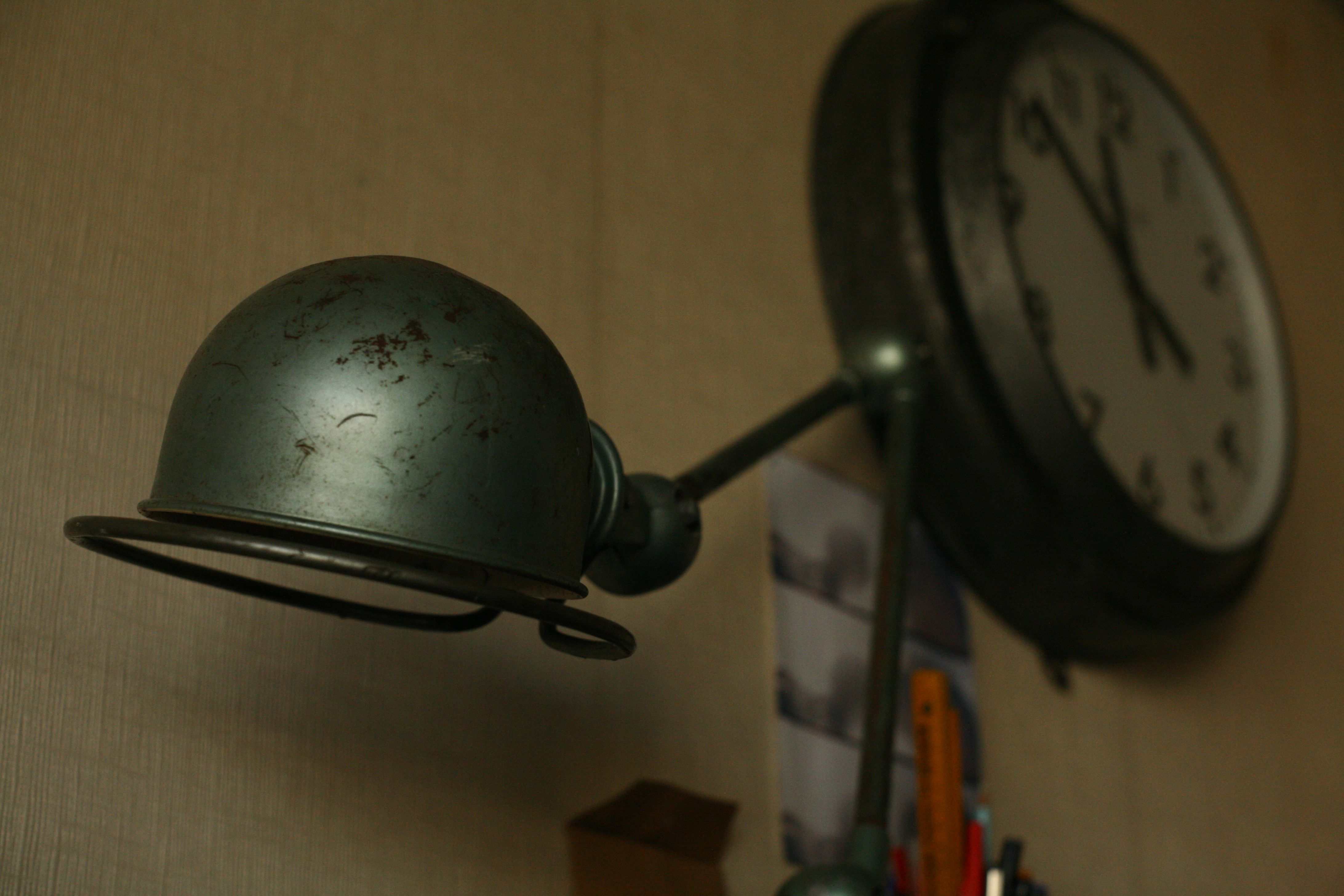
Lampe industrielle Jieldé

## Lampe de bureau célèbre
Luxo Jr. est le premier court-métrage de Pixar, sorti en 1986 lorsque le studio d'animation venait juste d'être créé.

## Histoire

### Lampe à huile

Quinquet à huile, en 1822.
(Le peintre américain James Peale vu par son frère Charles Willson Peale.)

En 1859, « les lampes de bureau, en cuivre, coûtent très bon marché; elles sont montées sur une tige de cuivre, qui permet de hausser et de baisser à volonté la lampe, au moyen d'une vis de pression. Ces lampes ont un abat-jour en cuivre, couvert d'un vernis blanc en dedans; elles brûlent & blanc et donnent une belle lumière dans un petit espace: elles ne peuvent guère servir qu'à deux ou trois personnes : plus le bec est gros, plus on a de lumière; mais aussi plus la consommation d'huile est considérable.— Du reste, on trouve aujourd'hui des lampes à modérateur de toute grandeur et de tout calibre, qui peuvent également servir pour le travail du cabinet et pour l'éclairage du salon ».